# Sergievsky (huyện)
Huyện Sergievsky (tiếng Nga: ? райо́н) là một huyện hành chính tự quản (raion), của Tỉnh Samara, Nga. Huyện có diện tích 2717 km², dân số thời điểm ngày 1 tháng 1 năm 2000 là 49800 người. Trung tâm của huyện đóng ở Sergiyevsk.